# Гринвуд Лејк (Њујорк)
Гринвуд Лејк (енгл. Greenwood Lake) град је у америчкој савезној држави Њујорк.

## Демографија
По попису из 2010. године број становника је 3.154, што је 257 (-7,5%) становника мање него 2000. године.
| Група             | 2000.         | 2010.         |
| Белци             | 3.129 (91,7%) | 2.577 (81,7%) |
| Афроамериканци    | 26 (0,8%)     | 80 (2,5%)     |
| Азијати           | 29 (0,9%)     | 73 (2,3%)     |
| Хиспаноамериканци | 172 (5,0%)    | 391 (12,4%)   |
| Укупно            | 3.411         | 3.154         |